# Tous Illicites Production
Tous Illicites Production, ou Tous illicites Prod, est un label discographique indépendant de hip-hop français, fondé par LIM et R.A.T (Rien à Tegra) en 2002. LIM signe et publie ses albums sur Tous Illicites Production.
Le label regroupe des artistes tels que LIM, R.A.T, Boulox Force, Cens Nino, Zeler, Aty.k, La Banlieue, Neoklash, Karl'1, Les Généros (Ismail & Salem), Fantom, Dam 16, Moha, Furax, Big Boss, Denver, Kayzer, Anachronik et Samira, la plupart d'entre eux viennent du département des Hauts-de-Seine (Boulogne-Billancourt). Le label est distribué par Sony Music France

## Histoire
LIM participe un temps à la chanson Animals pour l’album Temps mort de Booba et à la compilation du label 45 Scientific avec le morceau Tous illicites, publié en 2002. Il décide de monter avec Roufa (Rien A Tégra) sa propre structure appelée Tous Illicites Prod, avec laquelle il réalise les mixtapes Violences urbaines en 2002, Double violences urbaines en 2004 et Triple violences urbaines en 2006.
En 2010, Lim publie la compilation Tous illicite raï, axé sur le raï. Lors d'un entretien en 2014, LIM confie le bilan de son label : « [...] Mais ça va là on est bien, on est content de ce qu'on a fait, on ne peut être que fier. On n'est pas à plaindre. Si on se plaint c'est juste de nos conditions de vie, de la manière avec laquelle on est traité et considéré aux yeux de la société. Tu resteras qu'un banlieusard. Si tu sors un bolide t'es soit rappeur, soit dealer, soit footballeur. »
En 2015, après la sortie de l'album Violences urbaines 4, LIM revient avec un maxi intitulé Le Maxi pirate disponible depuis le 27 novembre 2015, et crée son site avec un de ses amis appelé Taliban. En 2016, LIM décide de continuer son album Pirates (2 volumes) qui paraîtra le 30 septembre 2016.

## Discographie
- 1999 : Mo'vez Lang - Héritiers de la rue
- 2002 : LIM - Violences Urbaines
- 2003 : Mo'vez Lang - Original Street tape
- 2004 : LIM - Double violences Urbaines
- 2005 : LIM - Enfant du ghetto
- 2005 : LIM et Alibi Montana - Rue
- 2005 : Neoklash - Encore Une Dose
- 2005 : Neoklash - Net Tape Freestyle inédits
- 2006 : LIM - Triple Violences Urbaines
- 2007 : LIM - Délinquant
- 2007 : LIM - Délinquant (Le Maxi)
- 2008 : Mo'vez Lang - Associés à vie
- 2008 : Rap O Féminin
- 2008 : Rap O Féminin Maxi
- 2008 : Karl'1 - Militant
- 2009 : Neoklash - Cotorap
- 2009 : LIM et Zeler - Évolution urbaine
- 2010 : LIM - Voyoucratie
- 2010 : 45 Tero Rho - Le temps du changement
- 2010 : LIM et RAT - Illicite Raï
- 2010 : LIM et MEIDAY - Combinaison dangereuse
- 2013 : LIM et Alibi Montana - Rue 2
- 2014 : LIM - Quadruple Violence Urbaine
- 2015 : LIM - Pirates (Le Maxi)
- 2016 : LIM - Pirates